# 馬龍·傑克森
馬龍·大衛·傑克森（英語：Marlon David Jackson，1957年3月12日—），生于美国印第安纳州，麥可·傑克森的双胞胎四哥，傑克森五人組成員之一，傑克森家族排行第六。

## 個人生活
1957年3月12日出生于於印第安那州聖瑪麗憐憫醫院，馬龍和他的同卵雙胞胎弟弟布蘭登是早產兒，布蘭登在出生24小時之後就死亡了。1964年與他的四個兄弟共同組建傑克森五人組樂隊，在其中擔當伴唱。1975年8月16日與青梅竹馬Carol Ann Parker結婚。他們有三個孩子：
- Valencia Jackson生於1977年，她的兒子Noah生於2006年
- Brittany Jackson生於1978年
- Marlon David Jackson， Jr.生於1985年，是說唱團體M.D.P. (Modern Day Poets)的成員

## 音樂生涯
1987年馬龍公開了他的首張個人專輯Baby Tonight，整張專輯歌曲都是由他一手創作與擔當製作人。其中單曲"Baby Tonight"打入了當年的R&B榜單第二名。但這張專輯是他僅有的個人專輯，之後他決定遠離娛樂界，開始經商。

### 個人專輯
- Baby Tonight（1987年）

### 參與製作專輯
- La Toya Jackson - La Toya Jackson（1980年）
- Barry White - Beware!（1981年）
- La Toya Jackson - My Special Love（1981年）
- Betty Wright - Wright Back At You（1983年）
- Billy Griffin - Respect （1983年）
- Rebbie Jackson - Centipede（1984年）
- La Toya Jackson - Heart Don't Lie（1984年）
- Janet Jackson - Dream Street（1984年）

## 商人生涯
1990年代馬龍隨他的家族移居加利福尼亞州後，加入當地不動產行業，因其身份特殊成為當地一個小有名氣的不動產經紀人。他還入股了多個當地娛樂產業。